# Iphiaulax bellator
Iphiaulax bellator är en stekelart som först beskrevs av Kokujev 1898.  Iphiaulax bellator ingår i släktet Iphiaulax och familjen bracksteklar. Inga underarter finns listade i Catalogue of Life.